# Cápsula Bicentenario

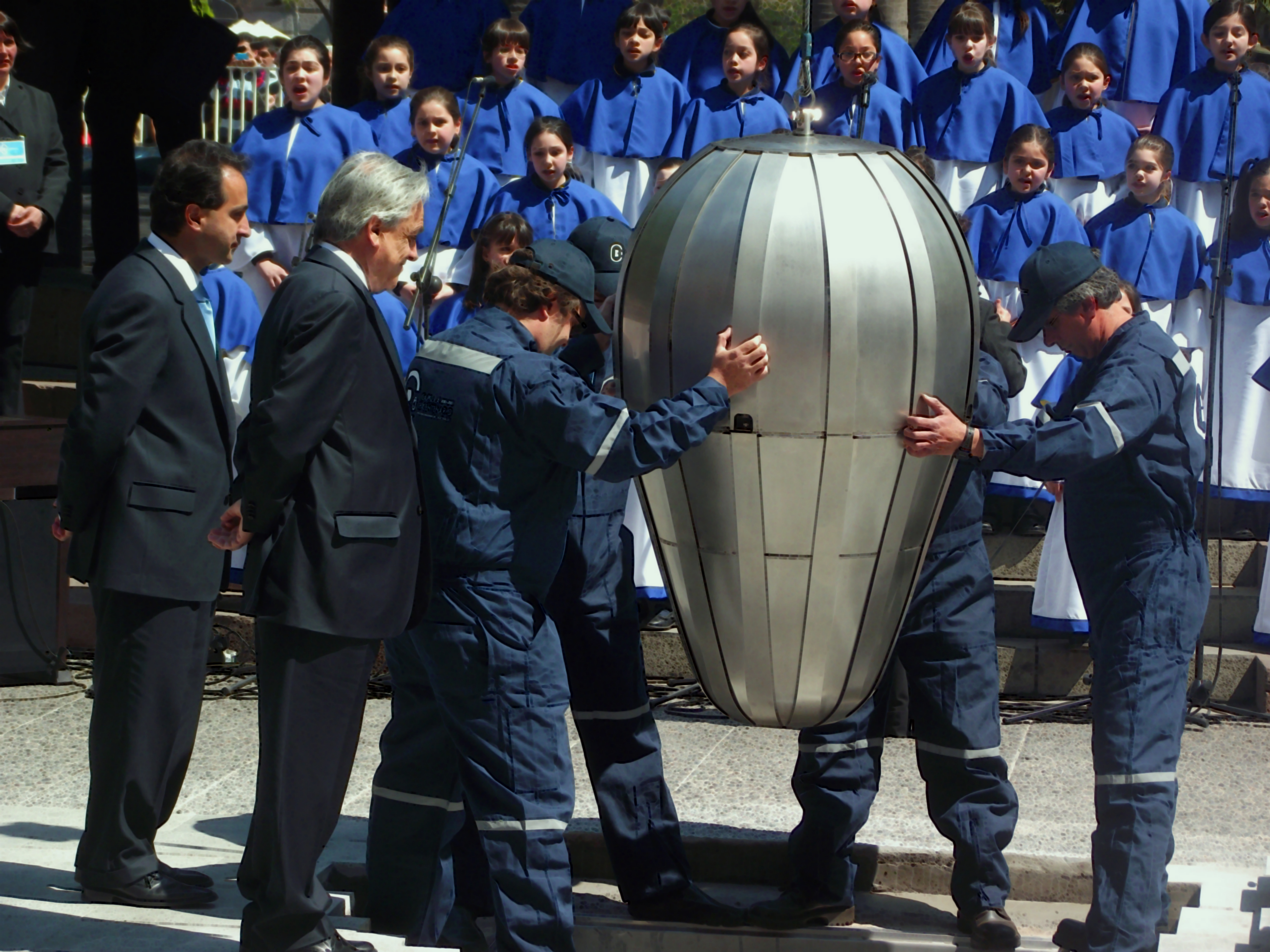
Instalación de la cápsula, el 28 de septiembre de 2010.

La Cápsula Bicentenario es una cápsula del tiempo enterrada en la Plaza de Armas de la ciudad de Santiago en Chile, que fue iniciativa del municipio de Santiago con motivo del Bicentenario del país en el año 2010. El contenedor —de acero inoxidable— guarda objetos representativos de la cultura popular chilena, y su objeto es que sea desenterrada el año 2110, cuando Chile conmemore el "Tricentenario" de la Primera Junta de Gobierno, realizada el 18 de septiembre de 1810.

## Objetos

### Elección
Los objetos guardados fueron productos de un concurso público vía Web realizado en el mes previo a la celebración, en el cual se eligió a lo más representativo del Chile del 2010. Además, en la cápsula se guardaron los mensajes, las fotos y los vídeos que podrán ver y leer los chilenos del futuro.
En el ámbito del deporte, se eligió al jugador de fútbol más destacado en la historia chilena con la «Camiseta del Bicentenario»; por otra parte, en la música se pudo escoger la «Canción del Bicentenario» y en la moda la prenda o el accesorio más usado para incluirlo entre los objetos. En el «Personaje del Bicentenario» se otorgó el reconocimiento al animador Mario Kreutzberger, "Don Francisco", luego de que se impusiera en la votación por Internet en la cual participaron más de 170 000 chilenos y donde obtuvo más de 20 237 preferencias. El rostro emblemático de la Teletón superó a más de 50 personajes representativos de diversos sectores de la sociedad, entre los que destacaban diversas figuras, desde la expresidenta Michelle Bachelet hasta los escritores Nicanor Parra e Isabel Allende.

Me siento muy orgulloso de encabezar una iniciativa tan significativa para nuestro país, pues estoy seguro que esta radiografía de la cultura chilena del 2010 que dejaremos como legado en el kilómetro cero de nuestra capital se convertirá en un registro histórico inigualable que será valorado y aprovechado positivamente por las futuras generaciones, un regalo para los chilenos del 2110 que verán en los objetos de la cápsula cómo somos ahora, cuáles son nuestros sueños, nuestra identidad, nuestras preocupaciones.
Pablo Zalaquett, alcalde de Santiago

De igual manera los pueblos originarios mapuche, aimara y quechua no quisieron estar ausentes, entregando de manera oficial al alcalde de Santiago textos en lengua indígena con sus apreciaciones sobre el Chile actual y sus sueños de como lo vislumbran para el tricentenario.

### Lista de objetos

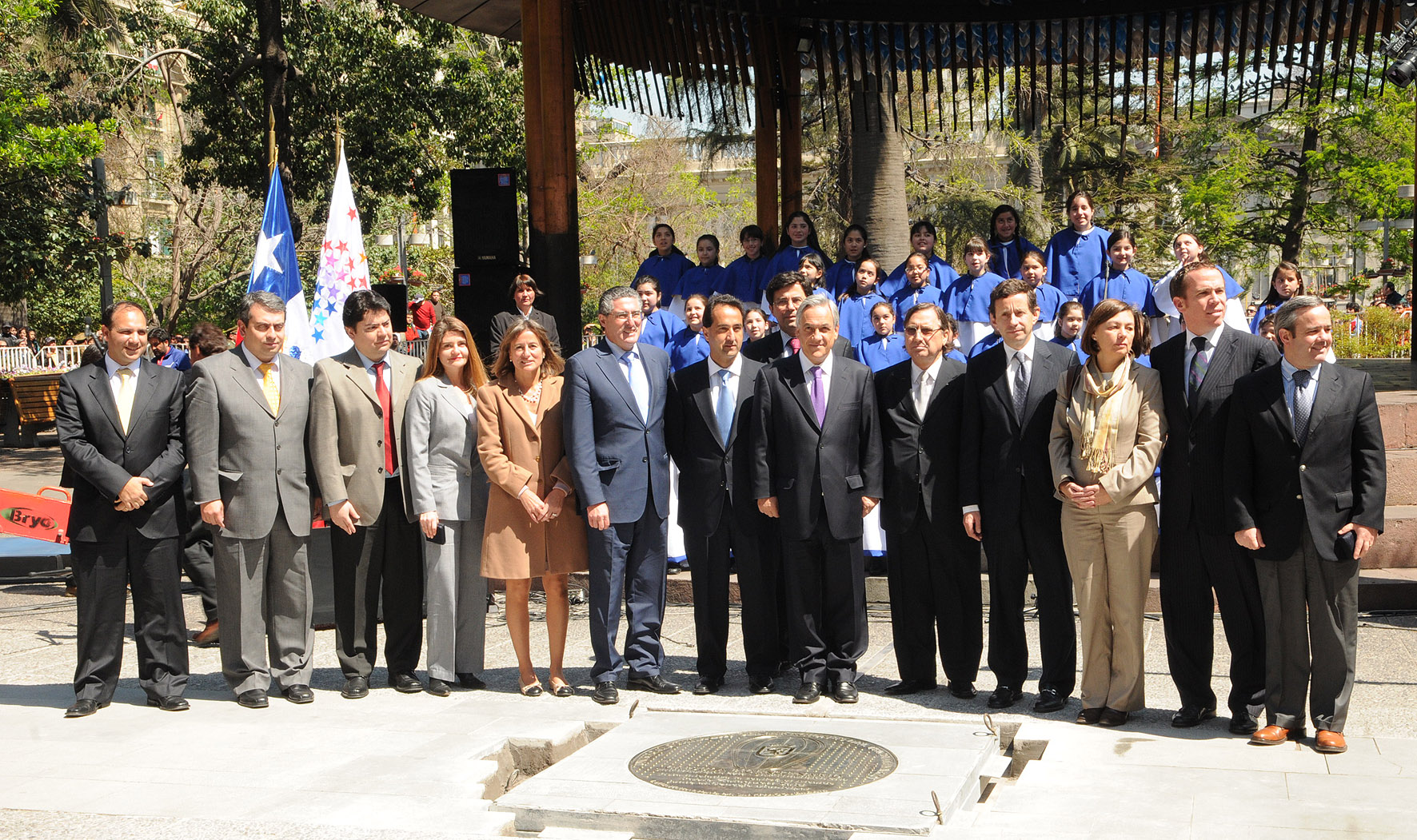
El presidente Sebastián Piñera participó del cierre de la Cápsula del Bicentenario.

El 28 de septiembre, la Municipalidad de Santiago confirmó que se guardó un total de 132 objetos a la cápsula, de los cuales 90 fueron escogidos por votación popular. Entre los más destacados se cuentan los siguientes:
Objetos donados por instituciones gubernamentales (35):

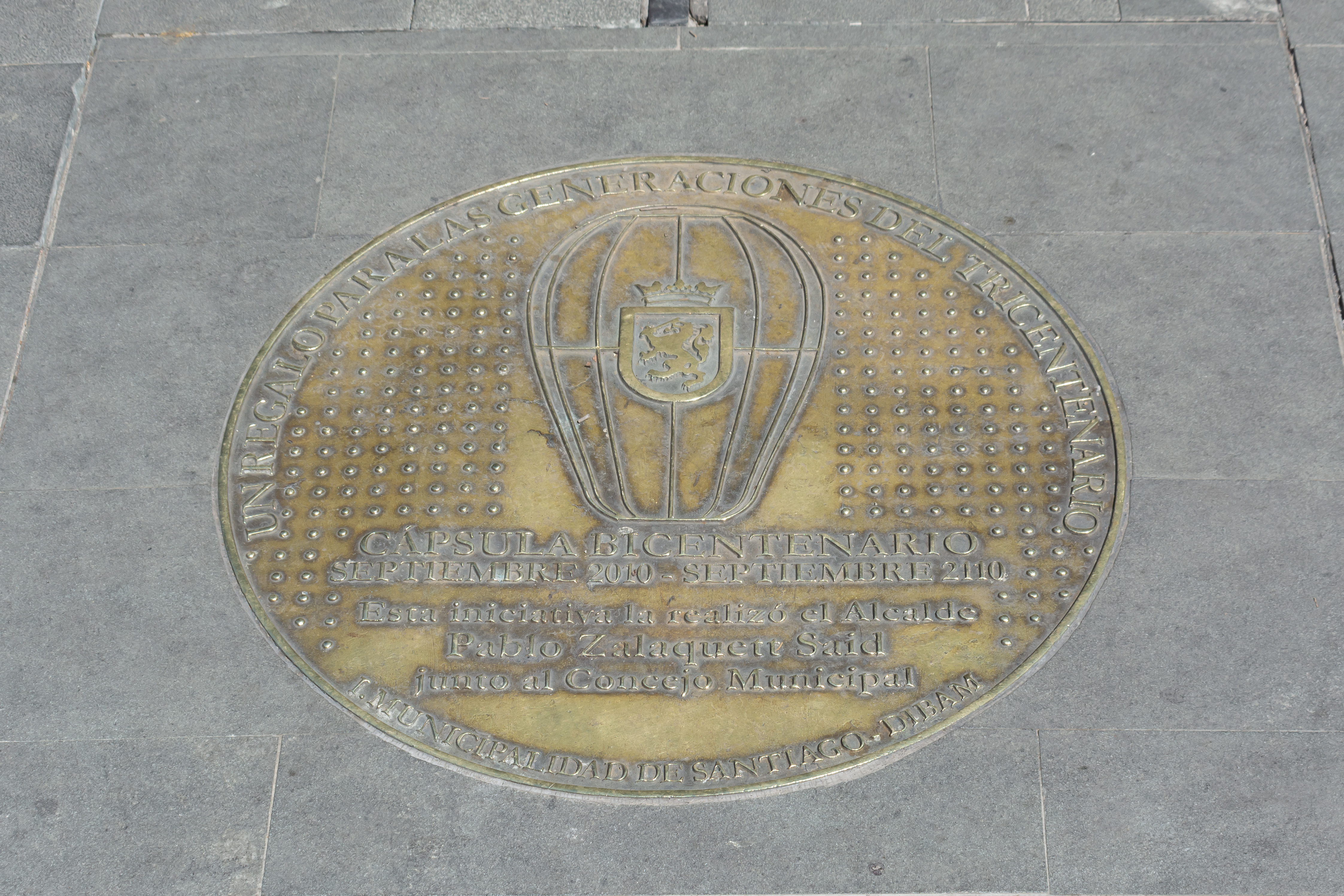
Tapa que cubre la cápsula en la Plaza de Armas de Santiago.

- Sellos Bicentenario de Correos de Chile.
- Billete de 20 000 pesos de la serie Bicentenario.
- Carta de José De Gregorio, entonces presidente del Banco Central de Chile.
- Pedazo de roca de la Mina San José.
- Audio de los 33 mineros, del primer día en que tomaron contacto con el exterior tras el derrumbe de la mina San José.
- Video que incluye a los pueblos originarios, con relatos en aimara, quechua y mapudungún.
- Cartas camineras, hechas por el Ministerio de Obras Públicas.
- Libro con estadísticas de población de 2010, regalado por el Instituto Nacional de Estadísticas.
- Semillas de especies nativas chilenas, regaladas por el Ministerio del Medio Ambiente.

Objetos misceláneos elegidos por votación popular (90):
- Fotografía y biografía de Don Francisco (elegido como personaje más popular).
- Disco compacto con la canción «Arriba la vida» del grupo musical Croni-K (elegida como la canción más popular).
- Camiseta de la Selección de fútbol de Chile, estampada con el nombre de Gary Medel y el número 17.

- Camisetas de los equipos de fútbol más populares (Colo-Colo, Universidad de Chile, Universidad Católica y Santiago Wanderers).
- Gaviota de Plata, entregada en el Festival Internacional de la Canción de Viña del Mar.
- Ediciones conmemorativas de Antología General de Pablo Neruda y En verso y prosa de Gabriela Mistral.
- El hombre de la bandera, fotografía símbolo del terremoto de 2010.
- Juan Carlos Bodoque, personaje de 31 minutos.
- Copia de las películas La nana y Te creís la más linda (pero erís la más puta).
- Copia del libro Papelucho y de las caricaturas Condorito y Juanelo.
- Tarjeta bip!, pase escolar y boleto de micro.
- Un indio pícaro.
- Varios objetos de uso cotidiano (como un par de zapatillas de lona, una botella de pisco, entre otros).

Otros:
- Portadas de los periódicos de circulación nacional del 23 de agosto de 2010.
- Más de 7000 mensajes, entre cartas y videos, para describir la vida cotidiana en el 2010.
- 240 recetas de cocina, entre comidas y bebidas, típicas de la época.